# 아이넷스쿨
아이넷스쿨은 대한민국의 교육 전문 회사이다.